# Championnats du monde de cyclisme sur piste 1994
Navigation
Hamar 1993 Bogota 1995
Les championnats du monde de cyclisme sur piste 1994 ont eu lieu à Palerme en Italie en août 1994. Onze compétitions ont été disputées : huit par les hommes et trois par les femmes. Le tandem et le demi-fond font pour la dernière fois partie du programme des championnats du monde.

## Résultats

### Hommes
| Compétition            | Or                                                           | Argent                                                                | Bronze                                                              |
| ---------------------- | ------------------------------------------------------------ | --------------------------------------------------------------------- | ------------------------------------------------------------------- |
| Kilomètre              | Florian Rousseau France                                      | Erin Hartwell États-Unis                                              | Shane Kelly Australie                                               |
| Keirin                 | Marty Nothstein États-Unis                                   | Michael Hübner Allemagne                                              | Federico Paris Italie                                               |
| Vitesse individuelle   | Marty Nothstein États-Unis                                   | Darryn Hill Australie                                                 | Michael Hübner Allemagne                                            |
| Poursuite individuelle | Chris Boardman Royaume-Uni                                   | Francis Moreau France                                                 | Jens Lehmann Allemagne                                              |
| Poursuite par équipes  | Allemagne Andreas Bach Guido Fulst Jens Lehmann Danilo Hondo | États-Unis Mariano Friedick Dirk Copeland Carl Sundquist Adam Laurent | Australie Brett Aitken Stuart O'Grady Rodney McGee Tim O'Shannessey |
| Course aux points      | Bruno Risi Suisse                                            | Jan Bo Petersen Danemark                                              | Franz Stocher Autriche                                              |
| Demi-fond              | Carsten Podlesch Allemagne                                   | Roland Königshofer Autriche                                           | Alessandro Tresin Italie                                            |
| Tandem                 | France Fabrice Colas Frédéric Magné                          | Allemagne Emanuel Raasch Jens Glücklich                               | Italie Federico Paris Roberto Chiappa                               |

### Femmes
| Compétition            | Or                       | Argent                      | Bronze                            |
| ---------------------- | ------------------------ | --------------------------- | --------------------------------- |
| Vitesse individuelle   | Galina Enioukhina Russie | Felicia Ballanger France    | Oksana Grishina Russie            |
| Poursuite individuelle | Marion Clignet France    | Svetlana Samokhalova Russie | Janie Eickhoff États-Unis         |
| Course aux points      | Ingrid Haringa Pays-Bas  | Svetlana Samokhalova Russie | Ludmilla Gorojanskaja Biélorussie |

## Tableau des médailles
| Rang | Nation      | Or | Argent | Bronze | Total |
| ---- | ----------- | -- | ------ | ------ | ----- |
| 1    | France      | 3  | 2      | 0      | 5     |
| 2    | Allemagne   | 2  | 2      | 2      | 6     |
| 3    | États-Unis  | 2  | 2      | 1      | 5     |
| 4    | Russie      | 1  | 2      | 1      | 4     |
| 5    | Pays-Bas    | 1  | 0      | 0      | 1     |
| 5    | Royaume-Uni | 1  | 0      | 0      | 1     |
| 5    | Suisse      | 1  | 0      | 0      | 1     |
| 8    | Australie   | 0  | 1      | 2      | 3     |
| 9    | Autriche    | 0  | 1      | 1      | 2     |
| 10   | Danemark    | 0  | 1      | 0      | 1     |
| 11   | Italie      | 0  | 0      | 3      | 3     |
| 12   | Biélorussie | 0  | 0      | 1      | 1     |
|      | TOTAL       | 11 | 11     | 11     | 33    |